# 永樂町派出所
25°03′37″N 121°30′33″E / 25.060408°N 121.509219°E
永樂町派出所為臺北市大同區的一處警察派出所建築，此處原為台灣日治時期1912年設立的「普願街警察官吏派出所」，之後改稱「永樂町五丁目警察官吏派出所」，並在1933年改建為現今的建物。此派出所在二戰後仍持續做為派出所，目前由臺北市後備指揮部大同區後備軍人輔導中心、臺北市政府警察局大同分局大同青溪守望相助隊及臺北市義勇消防大隊延平中隊第一分隊使用，並在2021年11月被登錄為臺北市市定古蹟。

## 介紹
大稻埕在日治初期即設有「埤仔墘街警察官吏派出所」，當時位在大稻埕珪瑜粹街108-1番地（今迪化街一段312巷及環河北路口），因位置鄰近淡水河岸，因此同時也掌管水上警察的事務。當局之後在大橋頭街新設了警察派出所，並改由其負責水上警察事務；加上派出所周邊的市街發展、陸續實施的市區改正計畫，原本的派出所位置已不合適，臺北廳於是在1911年規劃將派出所遷往南側普願街在道路開闢後的路口。遷建派出所的基地是在1912年1月18日，由臺灣總督府公告向蘇志榮徵收普願街15-1番地，以及由王實平、王朝琴等4人捐出的普願街14-2番地。1912年5月29日，台北廳公告設立「普願街警察官吏派出所」，其管轄區域包含杜厝街、港邊後街、大有街、埤仔前街、李厝街、普願街。
台北市在1922年3月實施町名改正，普願街派出所因位於永樂町五丁目，於是改稱「永樂町五丁目警察官吏派出所」，隸屬臺北北警察署，管轄區域為大橋町一丁目、港町四丁目、永樂町五丁目(部分)；此時，管轄永樂町其他地區的還有永樂町四丁目派出所、港町派出所。在1933年，派出所改建為現今的樣貌，為兩層樓的建物，位於街腳的入口處呈圓弧形，出簷的托腳、階梯和牆角具洗石子裝飾，二樓則設有拱窗。